# Orage dans les montagnes Rocheuses
Orage dans les montagnes Rocheuses (en anglais : A Storm in the Rocky Mountains, Mt. Rosalie) est un tableau peint à l'huile en 1866 par le peintre germano-américain Albert Bierstadt, inspiré par des croquis créés lors d'une expédition en 1863.
Bierstadt s'est rendu dans les montagnes Rocheuses du Colorado où il a été emmené jusqu'aux lacs de Chicago, sous le mont Evans. Le tableau porte le nom de la maîtresse de Bierstadt, Rosalie Osborne Ludlow ou d'une montagne des Alpes. Mesurant 210,8 × 361,3 cm, il est conservé et exposé au Brooklyn Museum de New York, qui l'a acquis en 1976.

## Histoire de la réalisation du tableau

### Contexte
Au milieu du XIXe siècle, le gouvernement américain avait commencé à envoyer des expéditions d'arpentage dans les territoires nouvellement constitués de l'Ouest américain,. Albert Bierstadt s'est aventuré dans au moins deux de ces expéditions, qui, avec d'autres voyages dans l'Ouest, allaient inspirer une très grande quantité de sa production créative. Lors de sa première expédition en 1859, il a rejoint l'explorateur américain Frederick W. Lander, prenant des photographies des Amérindiens et peignant des croquis de terrain du paysage,. Ils ont traversé le Kansas, le Nebraska et la chaîne de Wind River des Rocheuses dans le Wyoming.

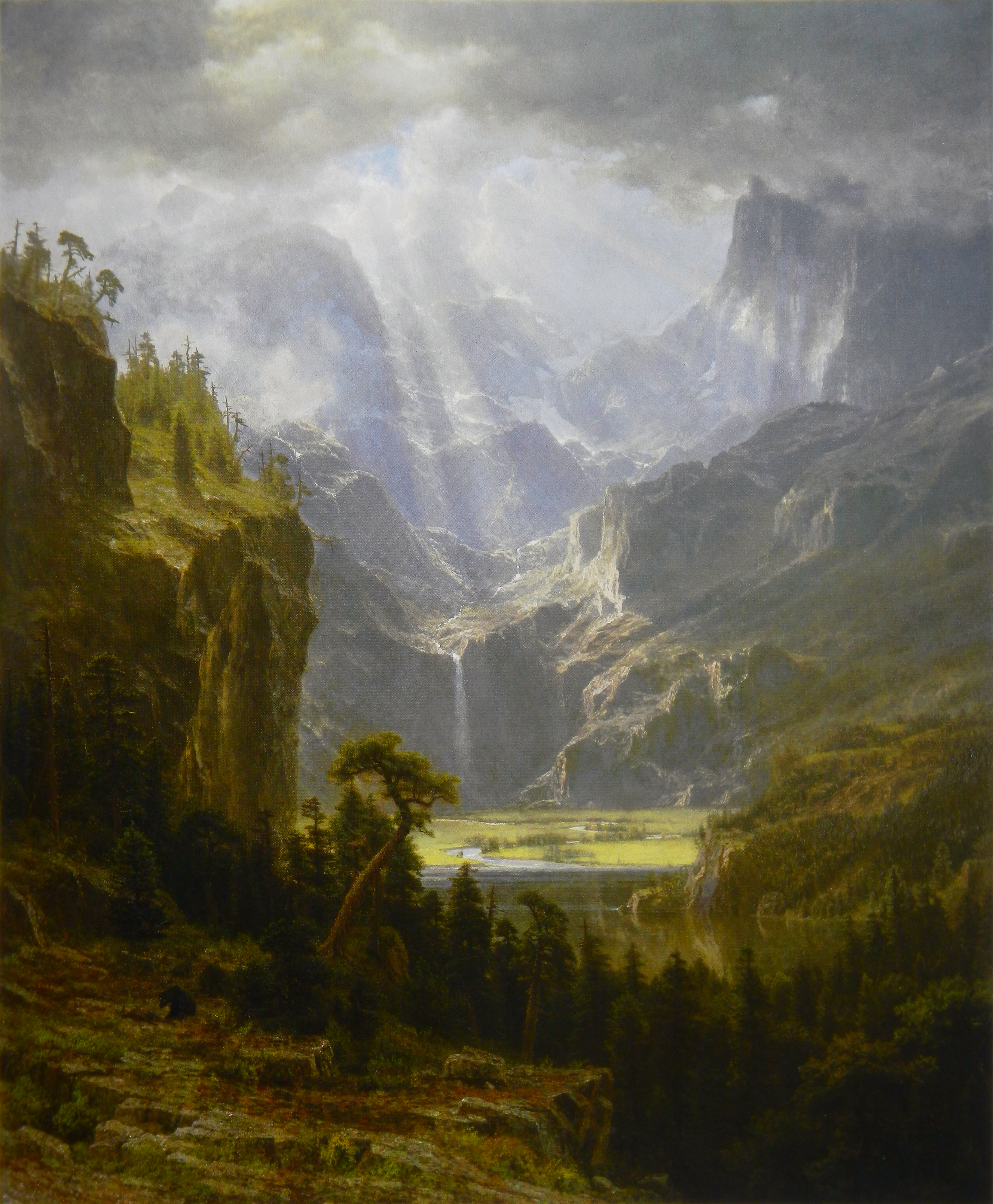
The Rocky Mountains, Lander's Peak (1863). Cette version plus petite a été peinte à partir de croquis réalisés lors de l'expédition de Bierstadt en 1859.

Cette expédition a donné lieu à des peintures telles que On the Sweetwater Near the Devil's Gate (« Sur la Sweetwater près de Devil's Gate »), ; Thunderstorm In The Rocky Mountains (« Orage dans les Montagnes Rocheuses »), et surtout, deux œuvres intitulées The Rocky Mountains, Lander's Peak (« Les montagnes Rocheuses, sommet Lander »).
Orage dans les montagnes Rocheuses est né des croquis créés lors de sa deuxième expédition dans l'Ouest en 1863. Le voyage conduit Bierstadt dans les montagnes Rocheuses du Colorado et du Wyoming, puis à Salt Lake City, dans l'Utah, et en Californie, avec des arrêts au lac Tahoe, à San Francisco et au Yosemite ; l'expédition se termine en Oregon en novembre 1863. Après un voyage d'une durée totale de huit mois, Ludlow et Bierstadt rentrent tous deux à New York le 17 décembre.

### Expédition dans les montagnes Rocheuses
Bierstadt souhaitait retourner dans l'Ouest, « à la recherche d'un sujet pour un grand tableau des Rocheuses ». Il quitta New York en avril 1863 avec son ami et explorateur Fitz Hugh Ludlow (en) ainsi que deux autres hommes,. Ils rencontrèrent l'épouse de Ludlow, Rosalie Osborne, à Saint-Louis (Missouri), qui les accompagna jusqu'à Atchison (Kansas), le point de départ de la diligence Overland Trail (en),,,.

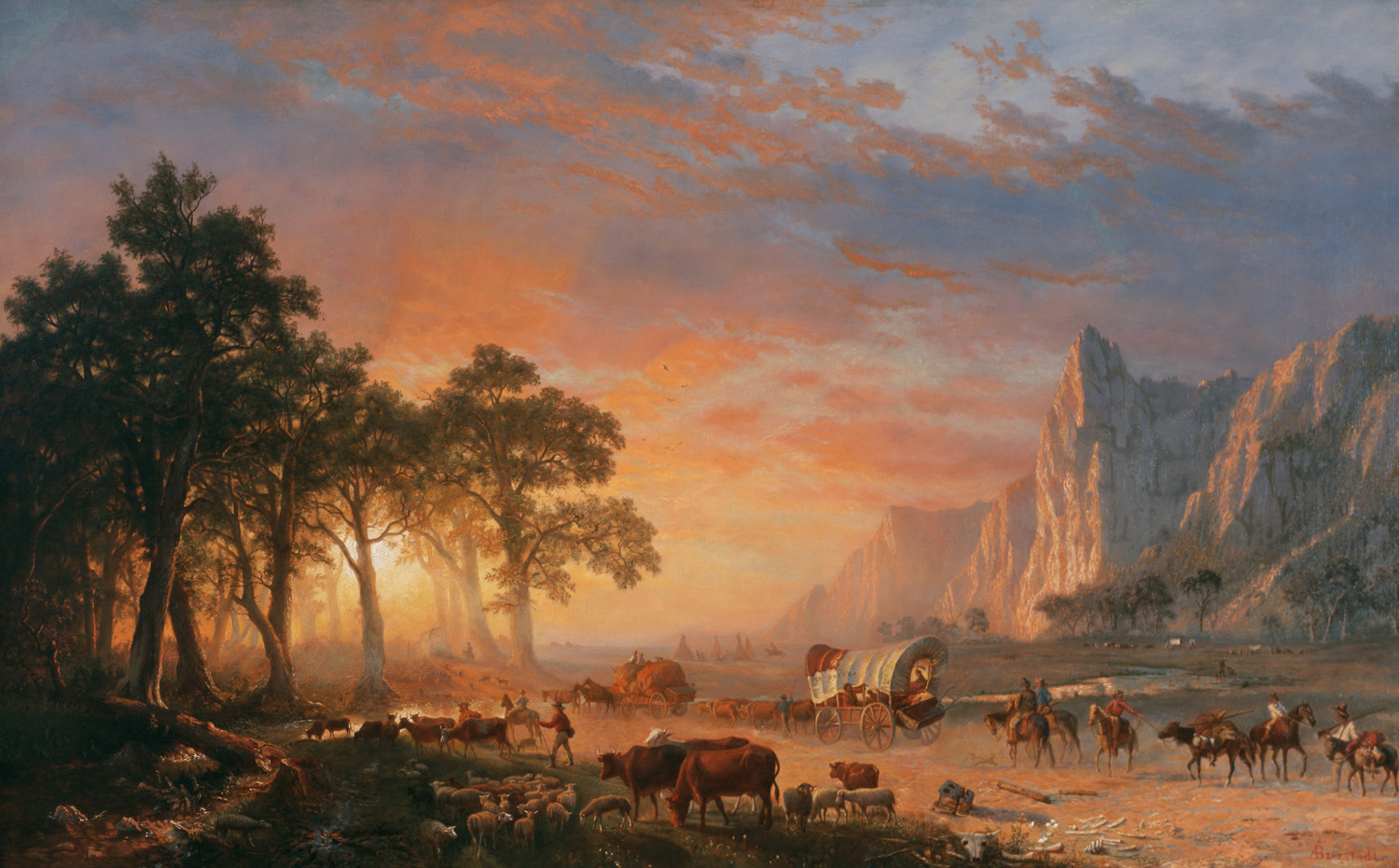
Emigrants Crossing the Plains (1869). Cette peinture a probablement été inspirée par l'expédition de 1863.

Au fur et à mesure qu'ils avançaient à travers le Nebraska, Bierstadt dessinait continuellement la terre, le temps, les animaux et les gens qui l'entouraient. Pendant ce temps, leur groupe a croisé un train de cinquante wagons de migrants allemands qui se dirigeaient vers l'Oregon. Cet événement a très probablement inspiré plusieurs peintures de la piste de l'Oregon, notamment Emigrants Crossing the Plains (« Migrants traversant les plaines ») et The Oregon Trail (« La piste de l'Oregon »),. C'est également au cours de ce voyage dans le Nebraska que Bierstadt a réalisé une série d'esquisses intitulées The Last of the Buffalo (« Le dernier des Buffalos »), auxquelles il s'est peut-être référé plus tard pour sa peinture de 1888 portant le même nom.
Alors qu'ils étaient encore dans les plaines, le groupe s'est arrêté dans un ranch pour profiter d'une chasse au bison. Bien que Bierstadt n'y ait pas participé, il était excité à l'idée de peindre les animaux chassés. L'un des hommes avait blessé une bête et appelé Ludlow pour qu'il aille chercher Bierstadt. Ludlow décrivit l'installation de Bierstadt ainsi : « [Bierstadt] a sauté du buggy ; les matériaux du succès l'ont suivi, et en un peu plus de trois minutes après sa première halte, le grand parapluie bleu était ouvert et planté, et il s'est assis dessous sur son tabouret de camp, avec sa boîte à couleurs sur les genoux, son pinceau et sa palette en main, et une planche propre épinglée dans le couvercle de sa boîte à couleurs. » Ludlow et deux autres hommes provoquaient le taureau afin que « Bierstadt puisse le voir en action ».
Le groupe continua à traverser le Nebraska, avant de suivre la rivière South Platte en direction de Denver, au Colorado. Un jour, juste après l'aube, le conducteur de l'expédition pointa vers l'ouest et dit : « Voilà les montagnes Rocheuses ». Ludlow décrivit sa première vue de la chaîne de montagnes ainsi : « Voir apparaître un fantôme marin exquis, presque évanescent dans son faible azur, mais toujours une existence littérale qui avait été appelée des profondeurs et mise au repos avec une délicatesse et une difficulté infinies, alors vous aurez une idée de la première vue des montagnes Rocheuses. »

### Colorado Springs

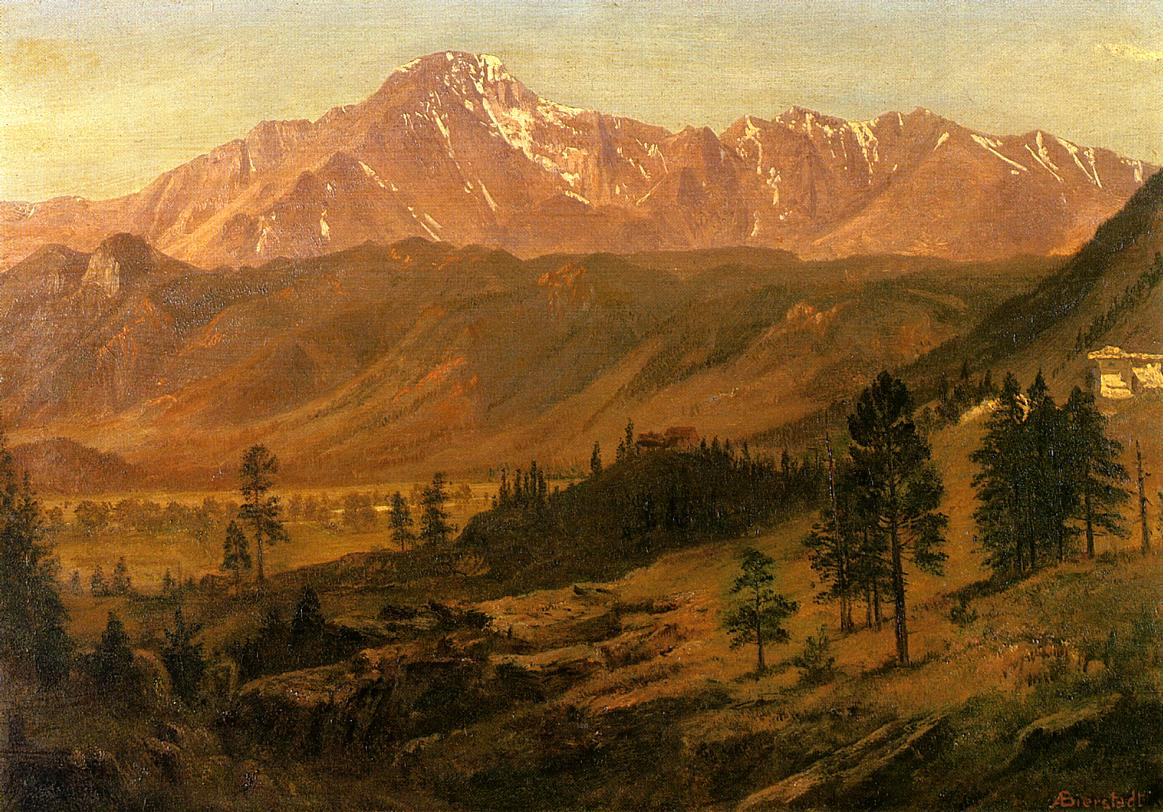
Pikes Peak (n. d.).

Ludlow et le groupe de Bierstadt se reposent à Denver pendant plusieurs jours avant de décider d'un détour spontané de 70 miles vers le sud pour visiter la base de pic Pikes et le Garden of the Gods (« Jardin des Dieux ») près de Old Colorado City (en) (aujourd'hui un quartier de Colorado Springs). Le voyage n'aurait pas été possible car ils ne disposaient pas de véhicules adaptés, mais le gouverneur John Evans a prêté à l'expédition son chariot d'ambulance et « une paire de chevaux robustes et utilisables ». Bierstadt chevauche avec sa boîte à couleurs aux côtés du guide, suivant l'ambulance dans une voiture à planches tirée par un seul cheval. Le 10 juin, le groupe de six personnes se met en route après le petit-déjeuner.
Après 30 milles de voyage, ils arrivent à Castle Rock, « une colline particulière de type butte, un cône unique, s'élevant abruptement et solitairement de la plaine à une hauteur d'environ quatre cents pieds ». Ludlow et un autre homme font une randonnée jusqu'au sommet, le décrivant comme « le mont de vision le plus calme, le plus ensoleillé et le plus satisfaisant que nous ayons jamais gravi ». Bierstadt s'est arrêté suffisamment longtemps pour dessiner la butte avant de poursuivre sa route vers le sud.
L'expédition a passé trois jours à la base de pic Pike pour explorer la Fontaine qui Bouille (en français ; elle est aujourd'hui appelée Fountain Creek (en)), ce qui a permis aux hommes de se baigner avant de commencer leur travail, en faisant des études et en collectant des échantillons de la géologie locale. En arrivant aux sources, les hommes ont comparé le goût de chaque source, ont créé un soda au citron et ont mis en bouteille de l'eau de source pure pour la comparer ensuite à l'eau de la ville. L'après-midi de leur dernier jour a été passé dans le « Jardin des Dieux ». Les hommes ont apprécié de se glisser dans une caverne étroite et d'atteindre « une voûte d'environ cinquante pieds de long et dix pieds de haut », qu'ils ont examinée à la lumière d'une bougie, et de comparer les formations rocheuses du jardin à des formes reconnaissables, notamment des animaux et « une statue de la Liberté, debout près de son écusson, avec le bonnet phrygien habituel sur la tête ». Les hommes étaient tellement impressionnés par le paysage que « certains de nos aimables amis ont été très déçus que notre artiste [Bierstadt] n'ait pas choisi le Jardin des Dieux pour un « grand tableau ». C'était un endroit tellement intéressant dans la nature qu'ils ne pouvaient pas comprendre qu'il ne soit pas disponible pour l'art ». Ludlow supposa plus tard que, « aussi impressionnant qu'il puisse être à l'extérieur, [le paysage] était absolument incommunicable par la peinture et la toile. »

### Idaho Springs
De retour à Denver, Bierstadt, toujours à la recherche d'un sujet sur la montagne, fut présenté à William Byers (en), fondateur et rédacteur en chef du Rocky Mountain News, qui se considérait lui-même comme « une sorte de vagabond des montagnes »,. Byers savait que les lacs de Chicago impressionneraient l'artiste. Bierstadt se sépara de son expédition, et Byers et lui chevauchèrent une voiture à planches jusqu'à Idaho Springs, situé à 30 miles à l'ouest de Denver. Byers écrira plus tard : « Là, nous nous sommes procuré des animaux de selle et deux ou trois ânes pour transporter notre literie, nos provisions, nos boîtes de peinture, etc. ». Malgré le temps pluvieux, ils se dirigèrent vers le sud d'Idaho Springs, plus loin dans les montagnes, avec Byers en tête et Bierstadt derrière les bêtes de somme. Ils suivirent Chicago Creek à travers une « forêt dense » jusqu'à ce qu'ils débouchent sur une « belle petite prairie fleurie ». Byers chevauchait hors de vue de Bierstadt afin d'être témoin de la première impression de l'artiste sur la vallée :

« Bierstadt sortit tranquillement. Son enthousiasme était fortement refroidi, mais dès qu'il saisit la vue, la fatigue et la faim furent oubliées. Il ne dit rien, mais son visage était une image de vie intense et d'excitation. Profitant de la vue pendant un moment, il descendit de sa mule, jeta un coup d'œil rapide pour voir où se trouvait le cric qui portait sa tenue de peinture, marcha de côté vers lui et commença à tripoter les cordes à cils, tout en gardant les yeux sur la scène en haut de la vallée. »

Bierstadt dit à son guide : « Je dois faire une étude des couleurs ; cela me prendra quinze minutes ! » Le temps, aussi détérioré fût-il, était impressionnant, et la vue qui s'offrait à Bierstadt comprenait des nuages d'orage dérivant à basse altitude sur « des pinacles et des flèches acérés et des masses de granit brisé ». Des rayons de soleil perçaient les nuages, et le long d'une montagne coulaient « les rubans d'eau de la dernière grosse averse [...] reflétant le soleil ». Byers attendit patiemment que son invité termine son croquis. Une fois terminé, Bierstadt demanda : « Voilà, ai-je tardé plus de quinze minutes ? », ce à quoi Byers répondit : « Oui, vous avez travaillé quarante-cinq minutes à la montre ! ».
Après avoir continué jusqu'au lac Lower Chicago, Bierstadt traversa la vallée pour dessiner le paysage d'un point de vue différent. Pendant toute la durée de leur séjour, Bierstadt « travailla assidûment [...], faisant de nombreux croquis au crayon et des études à l'huile — ces dernières afin d'obtenir les couleurs et les ombres ». L'une de ces études, Mountain Lake, a été peinte à la périphérie du lac Lower Chicago, avec le mont Spalding. William Henry Jackson prendra une photographie du lac Lower Chicago dix ans plus tard, presque à l'endroit où Bierstadt a peint son étude.
Byers a emmené Bierstadt au lac Upper Chicago avant de monter « jusqu'à la crête du bord du bassin supérieur et au lac Summit, et au-delà jusqu'au sommet du plus haut pic enneigé du groupe », qui est à la fois « le sujet [du tableau] » et « visible depuis les rues de Denver ». Le pic n'ayant pas de nom à l'époque, Bierstadt l'aurait baptisé Mount Rosalie, du nom de l'épouse de Ludlow. Byers pense que Bierstadt a nommé le pic « d'après l'un des sommets les plus élevés des Alpes »,,.

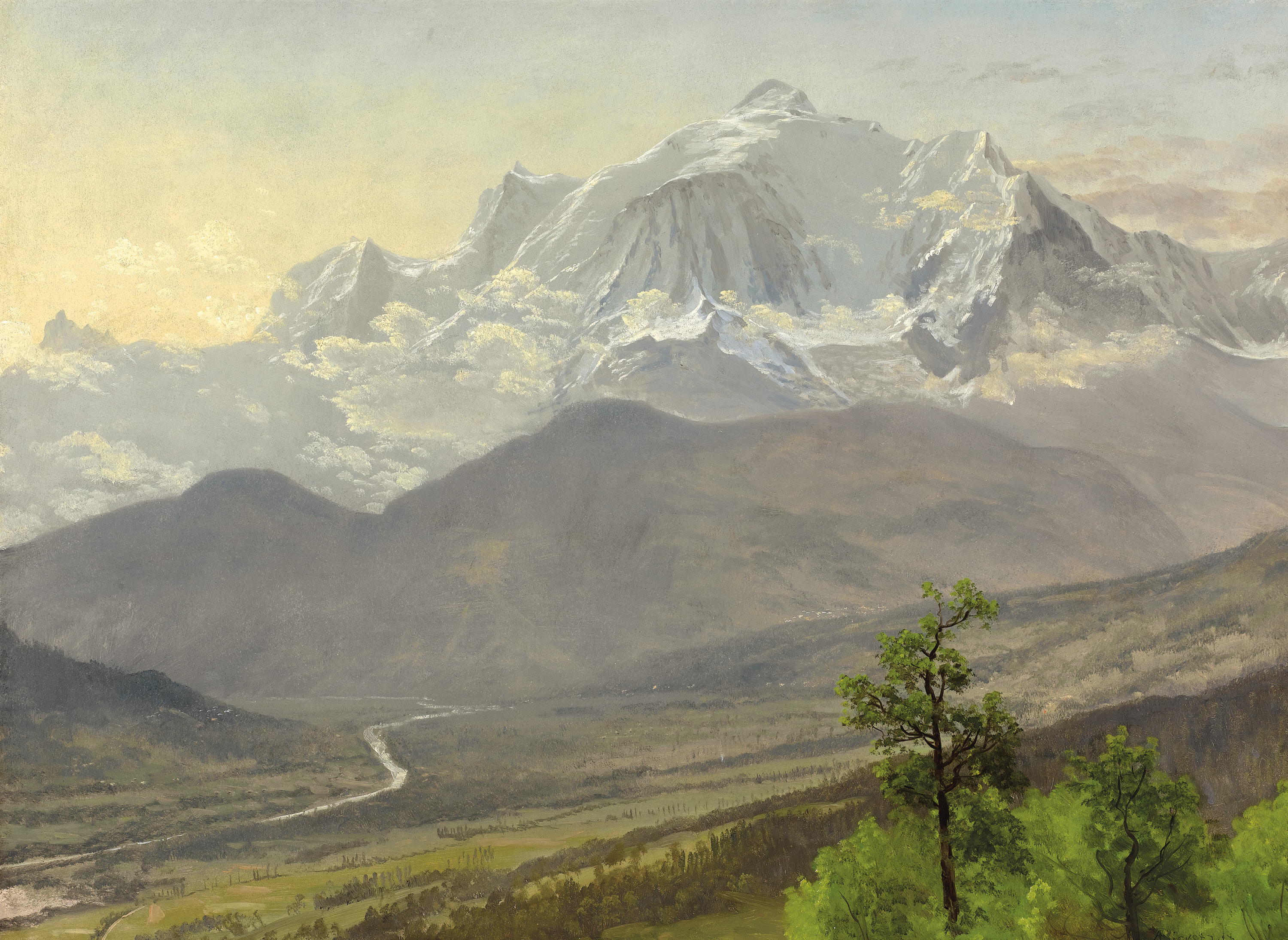
Le mont Blanc peint par Albert Bierstadt en 1895.

Le voyage de retour de Bierstadt et Byers à Denver s'est déroulé « sans incident » et Fitz Hugh Ludlow a pu voir les études de Bierstadt, qu'il a décrites plus tard comme « certaines des plus belles études en couleur qu'il a faites le long de cette chaîne [de montagnes] — entre autres une série exquise de lacs sur une montagne au sommet de laquelle il est monté avec sa boîte à couleurs, une hauteur de plus de 15 000 pieds, ou considérablement plus haute que le mont Blanc ». Ludlow s'émerveille des esquisses de paysage et de leurs couleurs et surtout du pic principal que Bierstadt a nommé :

« Cette glorieuse montagne rosée était sans nom parmi les pics, dans son voile vierge de neige ; ainsi Bierstadt, par droit de première représentation, l'a baptisée en l'honneur d'une personne éloignée de nous, mais très proche et chère à nos cœurs - une douce nature qui nous avait suivis jusqu'au bord de nos pérégrinations Overland à Atchison, et qui s'est séparée de nous courageusement de peur de rendre notre but plus faible en semblant émue. Désormais, ce pic brillant est le Mont Rose. »

Le 23 juin 1863, Bierstadt et Byers quittent Denver pour poursuivre leur voyage vers la Californie. Les deux autres hommes de l'expédition les rejoindront plus tard.

### Rosalie

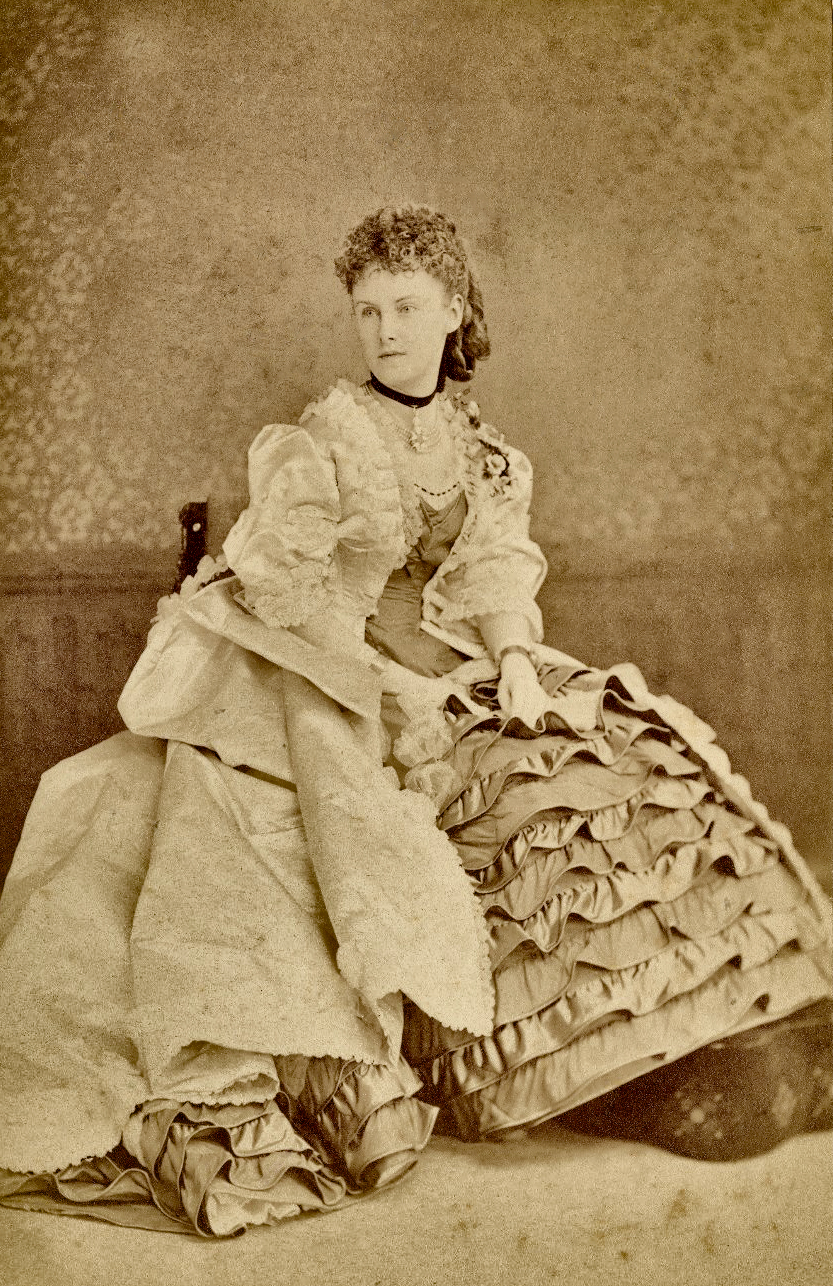
Rosalie Osborne Bierstadt, photographiée à une date inconnue par William Kurtz.

En 1857, Fitz Hugh Ludlow était connu pour être devenu un accro du haschisch et avoir été l'auteur à succès de Le Mangeur de haschisch. En 1859, il épouse Rosalie Osborne dans sa ville natale de Waterville, dans l'État de New York. Sa mère émet des réserves à propos de Ludlow, qui a continuellement des difficultés financières. À un moment donné, Rosalie est obligée d'écrire au moins une demande d'emploi pour lui dans une lettre qui aurait pu être interprétée comme un flirt.
Bierstadt est retourné à son studio à New York et, en 1866, a terminé sa peinture à l'huile, l'une des nombreuses inspirées par les croquis de terrain réalisés au cours de ce voyage. Il aurait nommé la peinture d'après sa maîtresse, Rosalie Osborne, qu'il avait épousée le 21 novembre 1866,,.

## Description du tableau
Le tableau représente des chasseurs/cueilleurs amérindiens chassant le cerf au premier plan. Un campement amérindien se trouve près d'un ruisseau au loin. Les montagnes sont projetées soit dans la lumière du soleil, soit dans l'obscurité d'un orage. Afin d'augmenter sa valeur dramatique, Bierstadt a exagéré l'échelle des montagnes Rocheuses et inclus un orage.
On aperçoit au loin, à travers une percée dans les nuages, le mont Rosalie.
Une fois achevé, le tableau a fait le tour des États-Unis pendant un an. Le 7 février 1866, Orage dans les montagnes Rocheuses a été exposé pendant une journée et une soirée à la Somerville Art Gallery de New York au profit du Nursery and Child's Hospital.